# Дейли-Ньюс-билдинг
Дейли-Ньюс-билдинг — небоскрёб в Мидтауне Манхэттена, построенный с 1929 по 1930 год. Бывший генеральный офис нью-йоркской газеты «Daily News», являлся резиденцией нью-йоркского отделения газеты до середины 1990-х годов.
Небоскрёб в стиле арт-деко расположен на Восточной 42-й улице, дом 220. Спроектированное архитектором Раймондом Худом и Джоном Мидом Хауэллсом, здание является одним из первых небоскрёбов без декоративной вершины, из-за чего многие[кто?] видят в нём предшественника Центра Рокфеллера.
Небоскрёб назван Национальной исторической достопримечательностью в 1989 году.
В Здании Ньюс когда-то располагалось отделение WPIX Ньюс-ТВ, а также WQCD, джаз станции Ньюс, работавшей под названием WPIX-FM. Вскоре после того, как партнёр Ньюс Компания Трибьюн получила контроль над WQCD, станция была продана компании Эммис-Коммьюникейшн.
Владельцем является Корпорация Грин-Риелти SL.

## В культуре
Образ здания был использован для создания дизайна вымышленной штаб-квартиры фантастической газеты Дейли-Плэнет, в которой в качестве журналиста Кларка Кента работал Супермен.

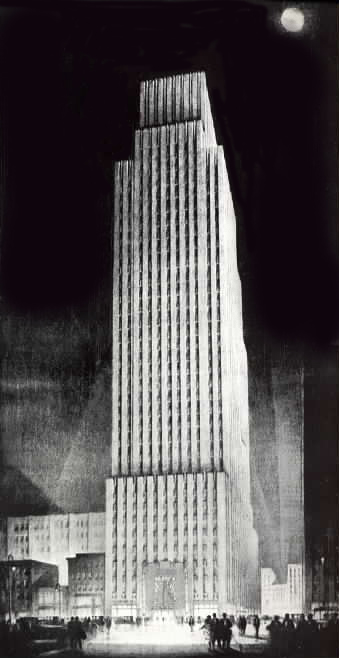
Небоскрёб в 1930-х годах
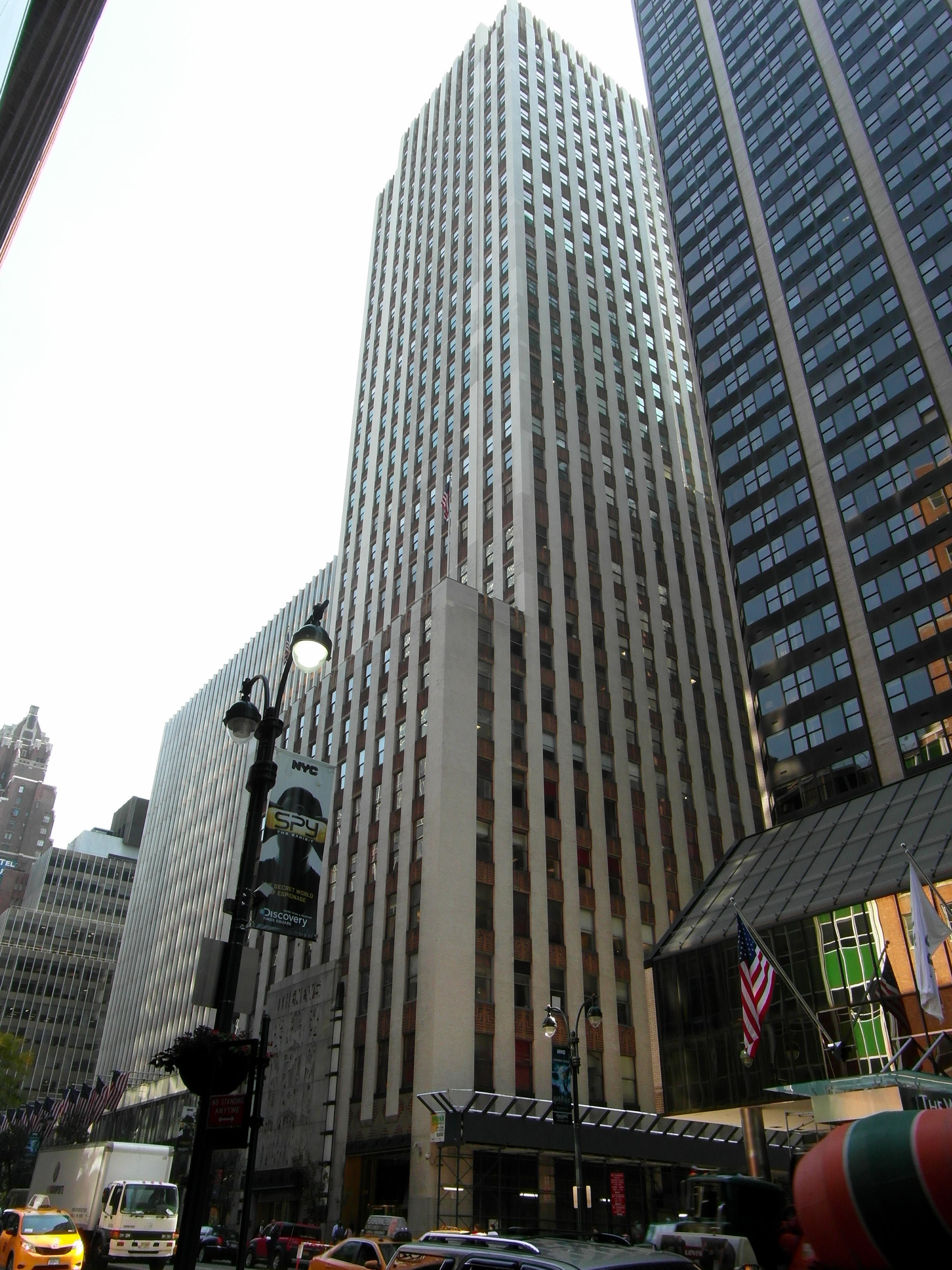
В октябре 2012 года